# First Impressions of Earth
First Impressions of Earth — третий альбом американского инди-рок-коллектива The Strokes, выпущенный 3 января 2006 года лейблом RCA.

## Запись
Альбом был записан за десять месяцев. Изначально The Strokes намеревались сотрудничать с продюсером первых двух альбомов Гордоном Рафаэлем. Однако позже гитарист Альберт Хаммонд-младший познакомил группу с удостоенным премии «Грэмми» продюсером Дэвидом Каном, который работал с такими музыкантами, как Пол Маккартни, Тони Беннетт и Sublime.

## Критика
Альбом получил 69 из 100 баллов от Metacritic на основе 38 обзоров. Некоторые отзывы были одними из самых суровых, которые группа когда-либо получала. Хизер Фарес из AllMusic назвала альбом «самым слабым альбомом музыкантов». В то же время альбом получил положительные отзывы от Уилла Хермеса из Entertainment Weekly, который похвалил его и заметил улучшения по сравнению с предыдущим альбомом Room on Fire.
В своем «Руководстве для потребителей» Роберт Кристгау удостоил альбом трех звезд. Ему понравились только две песни из альбома: «You Only Live Once» и «Ask Me Anything».
Остальные отзывы были положительными. Иан Моффат из Playlouder поставил четыре с половиной звезды из пяти и сказал: «Оказывается, мир действительно ждал тех, кто спасет игру на гитаре, и наконец такая пластинка выпущена». Брэндон из Punknews.org поставил три с половиной звезды из пяти и сказал: «Чего именно Strokes в конечном итоге надеются достичь с помощью своей музыки еще неизвестно. Однако пока они продолжат выпускать качественные диски, они останутся той редкой породой групп, которых не испортила шумиха». Тим Лии из MusicOMH оценил альбом на три с половиной звезды из пяти и заявил: «Первые шесть песен довольно волнительны». Журнал Stylus оценил его на четыре с минусом и назвал «первым довольно хорошим альбомом в этом году». Grigsby из Tiny Mix Tapes также дал альбому три с половиной звезды из пяти и сказал: «На самом деле хорошего больше, чем плохого, но, к сожалению, плохого также больше, чем должно быть».
Некоторые отзывы смешанные или отрицательные. Джонатан фишер из Drowned in Sound дал оценку в шесть баллов из десяти и заявил: «Отбросьте политику и последние двадцать минут, и у вас все равно останутся две или три мелодии, которые нужно добавить в свой ежедневный плейлист, но они никогда не собирались быть новаторскими или инновационными». Uncut дал оценку в три звезды из пяти и сказал: «Его амбициям мешает грустное пение Джулиана Касабланкаса». Марк Хоган из журнала Paste также дал ему шесть баллов из десяти и заявил: «Они бросаются цитатами, но не могут сказать здесь много своего». Престон Джонс из журнала Slant дал оценку в две с половиной звезды из пяти и сказал, что альбом «привносит некоторые новые цвета в музыкальную палитру группы, но всепроникающее чувство инертной скуки, которое в прошлом считалось их сильной стороной, трудно оставить позади». Кевин Джагернаут из PopMatters поставил оценку в пять звезд из десяти и сказал: «Альбом говорит сам за себя. Они самостоятельно сочинили свой провал». Луи Паттисон из New Musical Express назвал альбом блестящим и заявил, что «The Strokes всегда были группой, которая отлично смотрится на расстоянии вытянутой руки, следовательно, First Impressions Of Earth остаётся в лучшем случае неприкосновенным».

## Список композиций
Автор всех песен кроме отмеченных — Джулиан Касабланкас.
1. You Only Live Once — 3:09
2. Juicebox — 3:17
3. Heart in a Cage — 3:27
4. Razorblade — 3:29
5. On the Other Side — 4:38
6. Vision of Division — 4:20
7. Ask Me Anything (Касабланкас/Валенси) — 3:12
8. Electricityscape — 3:33
9. Killing Lies (Касабланкас/Фрейче) — 3:50
10. Fear of Sleep — 4:00
11. 15 Minutes — 4:34
12. Ize of the World — 4:29
13. Evening Sun (Касабланкас/Моретти) — 3:06
14. Red Light — 3:11